# Electrophaes effusaria
Electrophaes effusaria là một loài bướm đêm trong họ Geometridae.